# Prvenstvo Hrvatske u hokeju na ledu 1994./95.
Prvenstvo Hrvatske u hokeju na ledu za sezonu 1994./95. je osvojio Medveščak iz Zagreba nakon što je osvojeni naslov administrativno oduzet Zagrebu.

## Sudionici
- INA, Sisak
- Medveščak, Zagreb
- Mladost, Zagreb
- Zagreb, Zagreb

## Ljestvica i rezultati

### Ligaški dio
| mj | klub      | ut | pob | ner | por | gol+ | gol- | bod |
| -- | --------- | -- | --- | --- | --- | ---- | ---- | --- |
| 1. | Zagreb    | 11 | 10  | 1   | 0   | 88   | 15   | 21  |
| 2. | Medveščak | 11 | 6   | 1   | 4   | 67   | 25   | 13  |
| 3. | Mladost   | 10 | 3   | 0   | 7   | 27   | 47   | 6   |
| 4. | INA Sisak | 11 | 1   | 0   | 10  | 13   | 121  | 2   |

### Doigravanje
| klub1 | serija        | klub2         | rezultati                     |
| poluzavršnica | poluzavršnica | poluzavršnica | poluzavršnica                 |
| --- | ------------- | ------------- | ----------------------------- |
| Zagreb | 2-0           | INA Sisak     | 12:1*, 14:0                   |
| Medveščak | 2-0           | Mladost       | 4:2*, 5:4                     |
| |               |               |                               |
| za treće mjesto |               |               |                               |
| Mladost | 2-1           | INA Sisak     | 2:4*, 5:3, 4:1*               |
| |               |               |                               |
| za prvaka |               |               |                               |
| Zagreb | 3-2           | Medveščak     | 3:2*, 3:5, 2:3*1, 3:11, 4:2*1 |
| |               |               |                               |
| * domaća utakmica za klub1 1 Zagreb koristio igrače bez licence iz Slovačke, te su naknadno utakmice registrirane 5:0 za Medveščak koji je i proglašen prvakom |               |               |                               |

## Hrvatski klubovi u međunarodnim natjecanjima
- Kup Europe:
  - Zagreb, Zagreb
- Federation Cup:
  - Medveščak, Zagreb

## Poveznice i rezultati
- passionhockey.com, Prvenstvo Hrvatske u hokeju na ledu 1994./95.
- Kruno Sabolić: Hrvatski športski almanah 1995/1996. Zagreb, 1996.